# Душкин, Алексей Николаевич
Алексе́й Никола́евич Ду́шкин (24 декабря 1903  [6 января 1904], Александровка, Харьковская губерния — 1 октября 1977, Москва) — советский архитектор и градостроитель. Член-корреспондент Академии архитектуры СССР (1950). Лауреат трёх Сталинских премий второй степени (1941, 1946, 1949).

## Биография
Родился в селе Александровка Харьковской губернии. Мать — Надежда Владимировна Фихтер; по отцовской линии — наполовину немка швейцарского происхождения, наполовину француженка; по линии матери — донская куренная казачка. Отец — Николай Алексеевич Душкин, учёный-почвовед, агроном, потомственный почётный гражданин Вологды. Работал управляющим имений и экономий семей Харитоненко и Кёниг — крупнейших промышленников, меценатов и коллекционеров (в Курской и Харьковской губерниях, в области Войска Донского). Получил вместе со старшими братьями домашнее образование, поступил в Первое реальное училище в Харькове (Московский проспект), где учился до 1919 г.
По настоянию отца поступил в Харьковский мелиоративный институт; в 1923 году перевёлся на второй курс химического факультета Харьковского технологического института, где проучился два года (с 1923 по 1925). После смерти отца в 1925 г. резко сменил специальность и перевёлся на инженерно-строительный факультет того же института с понижением на курс и досдачей многих предметов. Добился зачисления в класс академика архитектуры Алексея Николаевича Бекетова, одного из крупнейшейших архитекторов юга России и Украины. В 1930 г. завершил учёбу (инженерно-архитектурный отдел факультета), защитив диплом «Комбинат печатников». Диплома о высшем образовании не получил (из-за задолженности по укр. языку; был выдан, когда Душкин уже был известным архитектором). Направлен на работу в Гипрогор в Харькове.
На протяжении жизни работал во всех областях архитектуры, специалист в области транспортного строительства. Начало творческой деятельности связано с конструктивизмом, испытал творческое влияние братьев Весниных. В 1933—1939 гг. автор-архитектор в 3-й мастерской Моссовета академика И. А. Фомина; в этот период стал работать на основе переосмысления исторического наследия, в том числе, в стилистике Ар Деко. Участвовал в проектировании «соцгородов» Донбасса (1930—1932; Новая Горловка, Новый Краматорск, частично реализованы), Автодорожного института в Харькове (1932—1934, совм. с Э. Л. Гамзе, осуществлён). Принимал участие во многих архитектурных конкурсах: Дворца Советов (1931—1932, совм. с Я. Н. Додицей, I премия; далее по всем этапам проектирования в авторских группах); Дворца Радио (I премия, 1933) и Института Маркса — Энгельса — Ленина (ИМЭЛ, 1933), оба совместно с А. Г. Мордвиновым, К. И. Соломоновым; Академического кинотеатра (1936) в Москве и др.
В начале марта 1935 года был арестован, заключён на Лубянку и переведён в Бутырскую тюрьму. Освобожден в конце апреля 1935 года. В буквальном смысле спасению помогло посещение почти законченной I очереди метро правительственной делегации, в которую входил нарком иностранных дел М. М. Литвинов и министр иностранных дел Англии лорд Антони Иден. Когда очередь дошла до станции «Дворец Советов», Иден захотел познакомиться с авторами. Как вспоминала жена архитектора Т. Д. Душкина, «Каганович спросил, где же Душкин? И получил ответ: „Сидит в Бутырках“. Узнав об этом, я тут же написала письмо в правительство с изложением истории задержания Алексея. Через три дня он вернулся, и тогда я узнала все подробности. Этот страшный случай оставил очень глубокий след в душе Алексея, человека впечатлительного, легкоранимого и честного, но он не сломал его».
Внёс новаторский вклад в метростроение, создав концепцию безоконного подземного пространства и став фактически создателем нового направления в архитектуре — подземной урбанистики; работал в этой области в 1934—1967 гг., в том числе находясь на должности главного архитектора института «Метрогипротранс». Он воспитал несколько поколений последователей. Среди важнейших принципов, разработанных Душкиным при проектировании станций метро, следует назвать следующие: 1) чёткое выявление конструктивной основы, отсутствие балластных масс и объёмов; 2) свет как главное средство создания архитектурного образа; 3) единство конструкции и декора; 4) единство тематических изобразительных средств с архитектурой; 5) прочные полы.
Автор ряда станций Московского метрополитена — «Дворец Советов» (ныне «Кропоткинская», совместно с Я. Г. Лихтенбергом, 1935), «Площадь Революции» (1938, скульптор М. Г. Манизер), «Маяковская» (1938, худ. А. А. Дейнека), «Завод имени Сталина» (ныне «Автозаводская», 1943, скульптор И. С. Ефимов, худ. В. Ф. Бордиченко, Ф. К. Лехт, Б. В. Покровский), «Новослободская» (1952, совместно с А. Ф. Стрелковым, худ. П. Д. Корин).

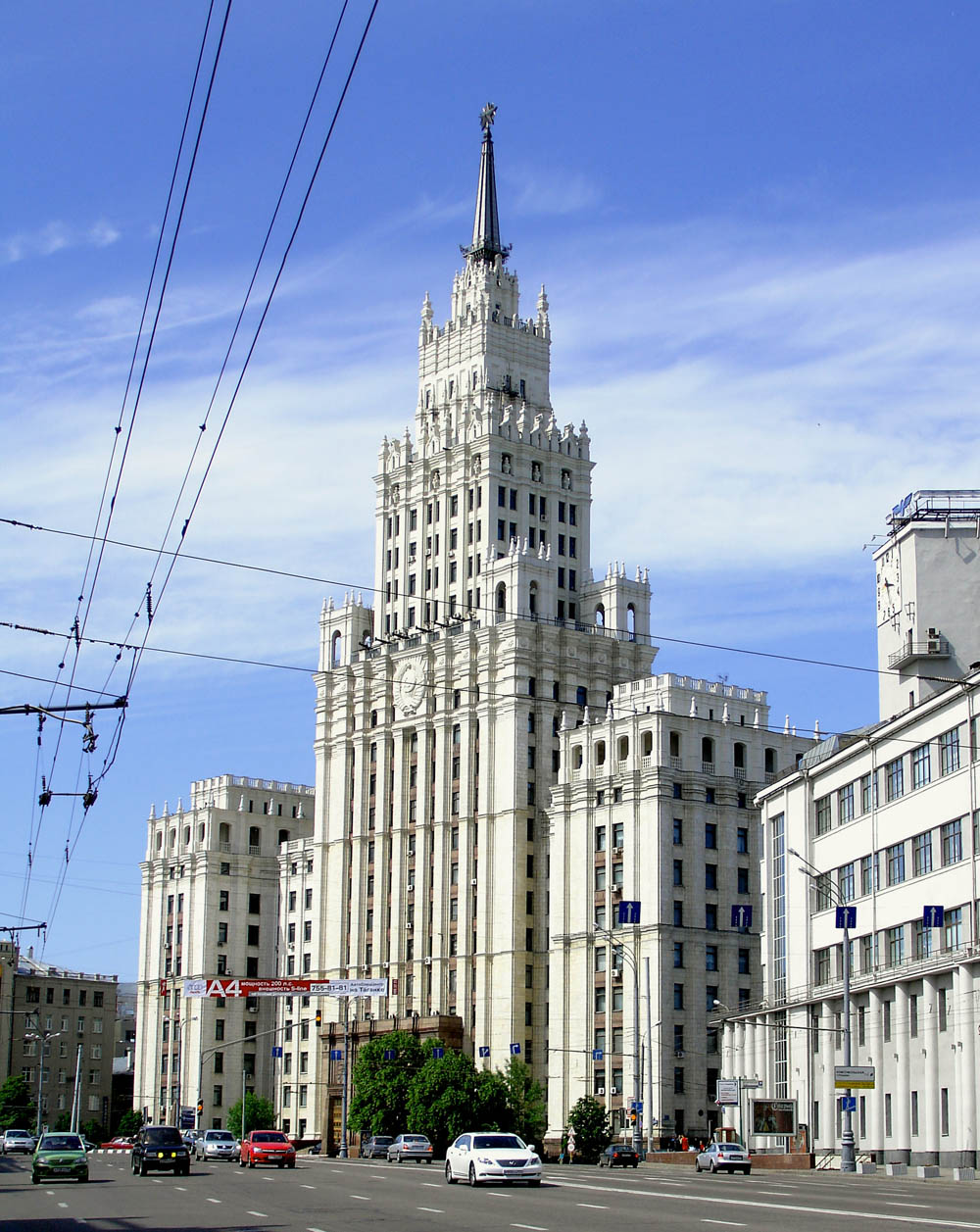
Высотное здание на площади Красных Ворот

Проект станции «Маяковская» в 1939 году получил Гран-при на Всемирной выставке в Нью-Йорке. Во время проведённого в 2009 г. опроса москвичей эта станция возглавила рейтинг самых красивых станций — её назвали лучшей 25 % опрошенных (примечательно, что второе место заняла «Новослободская» — 10 % голосов, а на третьем оказалась «Площадь Революции» — 9 % голосов).
Во время строительства высотки на площади Красные ворота Алексей Душкин столкнулся со сложной инженерной задачей. Из-за слабых грунтов здание неизбежно должно было наклониться и обрушиться. Тогда его начали строить с наклоном в противоположную сторону. Расчёт оказался точным. Здание действительно начало отклоняться и заняло строго вертикальное положение.

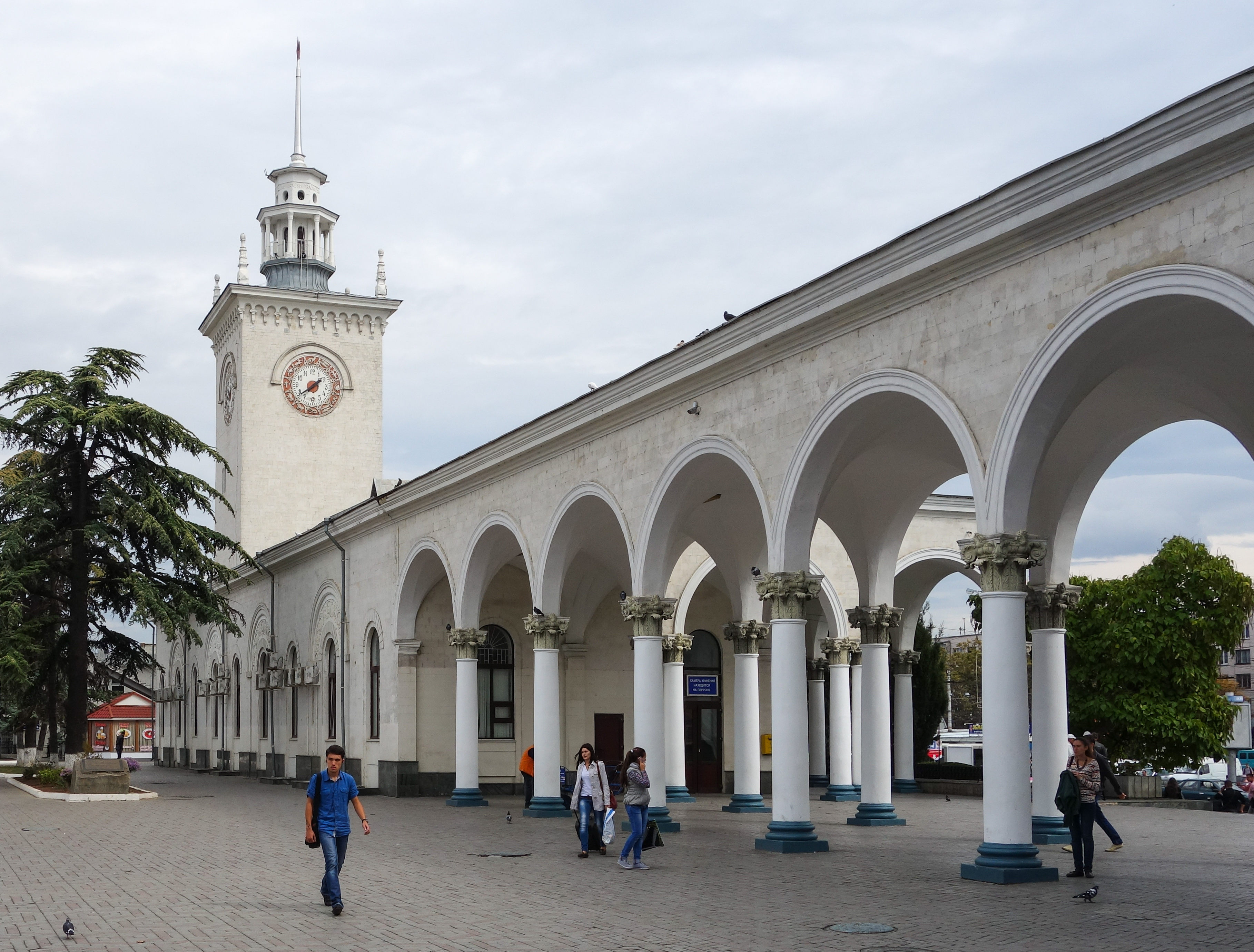
Железнодорожный вокзал в Симферополе

Среди других творений А. Н. Душкина — железнодорожные вокзалы в Днепропетровске (1951), Симферополе (1951), Сочи (1952), в Брянске (1952) и Евпатории (1953). Он создал крупные градостроительные ансамбли в Москве — с высотным зданием Министерства транспортного строительства у Красных ворот (1947—1953) (с Б. С. Мезенцевым) и универмагом «Детский мир» на Лубянской площади (1953—1957).
Главный архитектор Метропроекта и Метростроя (1941—1943), а также Центральной архитектурной мастерской Наркомата (потом Министерства) путей сообщения СССР (с 1943 года). Главный архитектор Мосгипротранса Министерства транспортного строительства. Снят с должности в период хрущевской борьбы с излишествами. В 1947—1974 годы преподавал в Московском архитектурном институте.

## Награды и премии

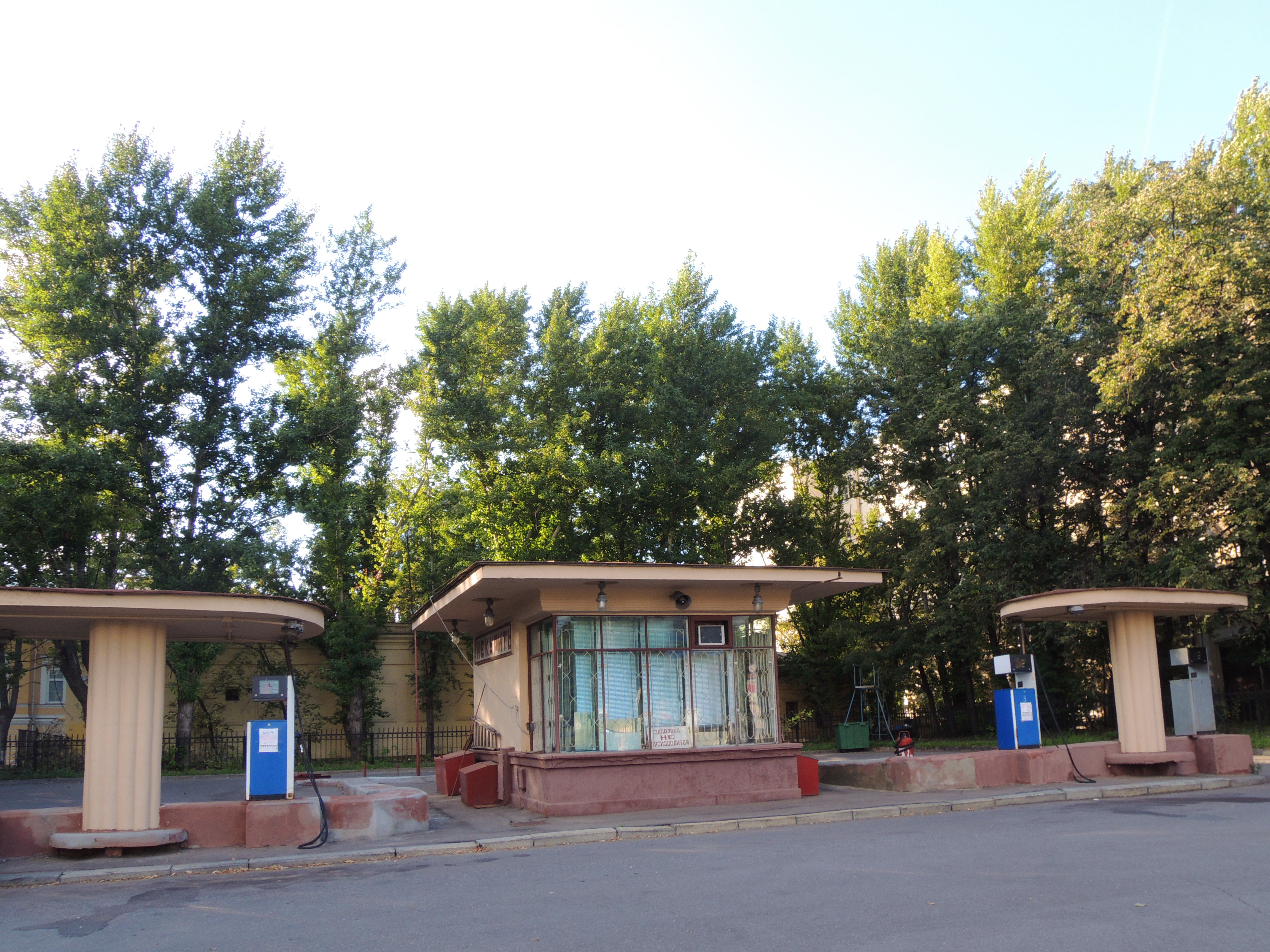
Кремлёвская АЗС на Волхонке по одному из предположений построена по типовому проекту Душкина

- Сталинская премия второй степени (1941) — за архитектуру станции «Дворец Советов» Московского метрополитена имени Л. М. Кагановича (1935)
- Сталинская премия второй степени (1946) — за архитектуру станции «Завод имени Сталина» Московского метрополитена имени Л. М. Кагановича
- Сталинская премия второй степени (1949) — за архитектурный проект высотного здания Министерства транспортного строительства у Красных Ворот[11]
- орден Ленина
- два ордена Трудового Красного Знамени
- медали

## Семья
Брат — Владимир Душкин, инженер, белоэмигрант, художник-солдатист.
Сын — архитектор, Дмитрий Алексеевич Душкин. 
Внучка — архитектор, член-корреспондент РААСН, профессор МАРХИ Наталия Душкина.
Внук — художник Алексей Душкин.

## Память

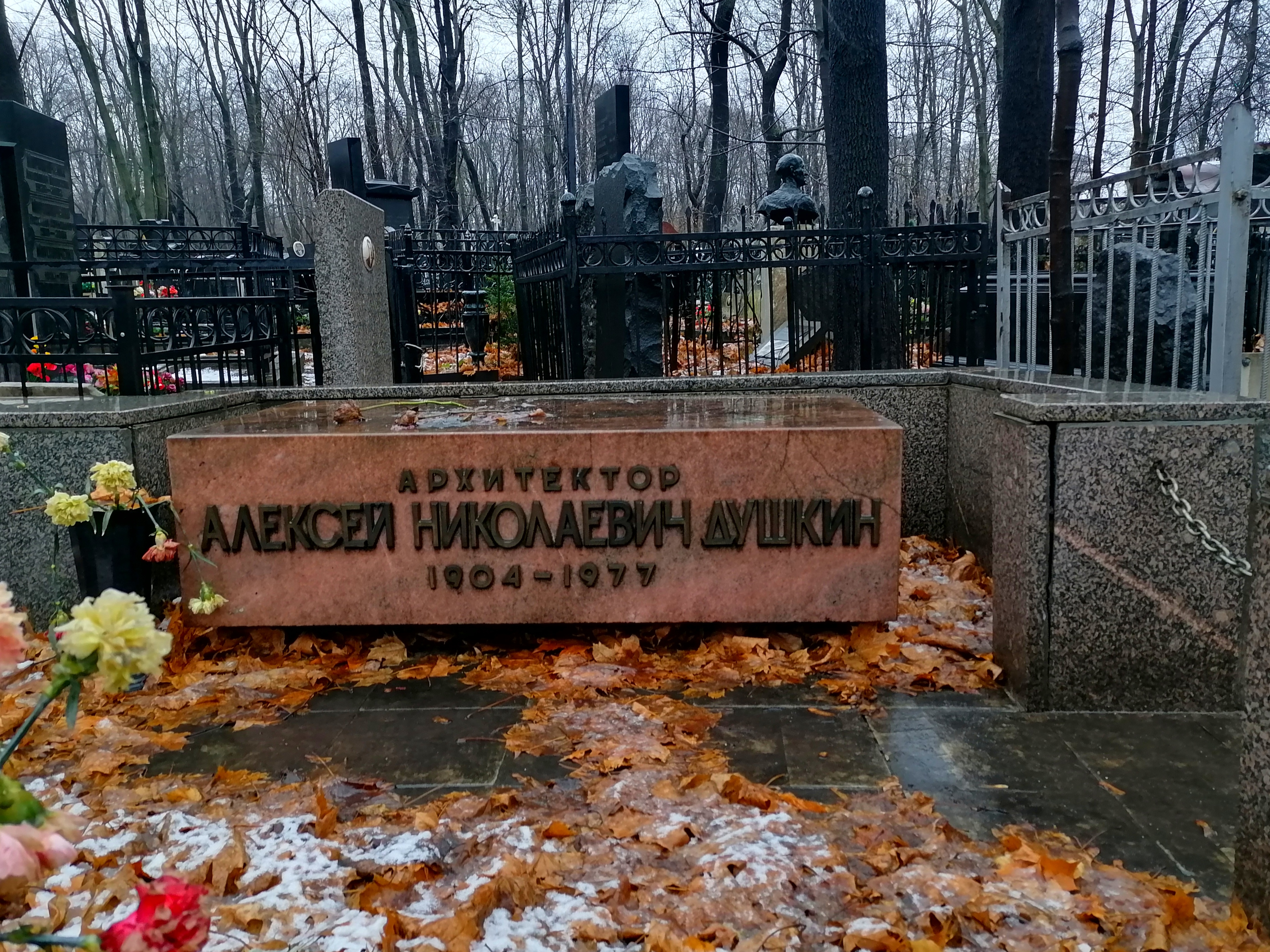
Могила на Армянском кладбище

- Похоронен на Армянском кладбище в Москве
- В память А. Н. Душкина в Харькове названа улица в посёлке ХТЗ